# Jean-Marie Brouyère
Jean-Marie Brouyère, né le 16 novembre 1943 à Peer (province de Limbourg), en Belgique et mort le 10 décembre 2009, est un dessinateur, scénariste de bande dessinée et artiste peintre belge. Il a utilisé le pseudonyme de Jean Roze.
Après des études d'arts graphiques, il débute comme assistant de Maurice Tillieux et de Greg et publie, en tant que scénariste et dessinateur, quelques récits complets dans Tintin et Spirou, où il crée la série Al Alo.
Délaissant le dessin pour se consacrer au scénario, il devient l'un des scénaristes principaux du Journal de Spirou des années 1970 en créant des séries pour de jeunes dessinateurs qui deviendront tous des valeurs sûres de la bande dessinée : Archie Cash pour Malik, Aymone pour Renaud, Coursensac et Baladin pour Bernard Hislaire, Ronny Jackson pour Jean-Claude Servais, Les Chevaliers du pavé pour Jean-François Charles, et en faisant renaître L'Épervier bleu.
À la fin des années 1980, il se retire de la bande dessinée pour se consacrer à la peinture jusqu'à sa mort en 2009.

## Biographie

### Collaborations avec Tillieux et Greg
Jean-Marie Brouyère naît le 16 novembre 1943 à Peer, en Belgique,. Jean-Marie Brouyère, après avoir suivi les cours de l'Institut Saint-Luc de Bruxelles, débute comme assistant de Maurice Tillieux, qui habite à quelques maisons de chez lui,, en remontant et redessinant certains épisodes de Félix, déjà publiés dans le magazine Héroïc-Albums, à l'occasion de leur nouvelle publication dans le mensuel Samedi-Jeunesse entre 1962 et 1965,,,.
Il réalise ensuite, en collaboration avec Bob de Groot, alors également assistant de Maurice Tillieux, le remaniement de trois aventures de Félix  parues dans Héroïc-Albums entre 1950 et 1952, qui deviennent Aventures aux Amériques, un épisode de la série Ange Signe, publiée dans les fascicules Récréation parus dans le quotidien belge La Dernière Heure en 1963.
Il travaille également au sein du Studio Greg où il participe aux décors de deux épisodes de la série Les As en 1965 et 1966.

### Premières publications
Ses deux premières bandes dessinées, des récits complets, sont publiées à quelques jours d'intervalle dans Tintin no 928 du 4 août 1966 (où il a les honneurs de la couverture) en tant qu'auteur complet et Spirou no 1481 du 1er septembre 1966 sur un scénario de Maurice Tillieux.
Il collabore ensuite exclusivement avec Tintin où il publie 26 récits complets entre 1967 et 1970 en créant les séries éphémères Onomatopax Coke et Smoke, Hippy et Toutouffu comme auteur complet (à l'exclusion des épisodes de Coke et Smoke scénarisés par Vicq).
Un récit complet (texte et dessin de J.-M. Brouyère) de 3 pages en couleurs est publié en novembre 1969 dans l'album Laurel et Hardy no 1 (Opera Mundi) sous le titre de : 0/10 pour Théodore.
Proche de Thierry Martens, alors rédacteur en chef de Spirou, il rejoint ensuite cet hebdomadaire où il crée la série Al Alo, dont il réalise scénario et dessin, qui connaît 11 récits complets entre 1971 et 1974.

### Scénariste majeur deSpirouet découvreur de talents
Jean-Marie Brouyère délaisse le dessin pour se consacrer au scénario à destination de jeunes auteurs et va se trouver à l'origine de la carrière de Malik, Renaud, Jean-Claude Servais, Jean-François Charles, et Bernard Hislaire.
Avec Malik, avec lequel il vient de réaliser un court récit publié dans Tintin, Jean-Marie Brouyère crée la série Archie Cash, un baroudeur qui s'oppose à des dictateurs, qui apparaît pour la première fois dans le no 1745 de Spirou du 23 septembre 1971, sa série avec la plus grande longévité puisqu'il en poursuivra les scénarios jusqu'en 1987. La violence de la série tranche avec les publications habituelles « grand public » du magazine.
Après avoir écrit le scénario de 2 courts récits de la série Capitaine Lahuche pour Francis et réalisé, comme auteur complet (scénario et dessin), un unique épisode de la série Bug 30, il relance la série L'Épervier bleu, dont le dernier épisode était paru en 1951, avec son créateur, Sirius, dont le premier épisode, Le Puzzle de l'au-delà débute dans le no 1854 du 25 octobre 1973. Seul un second épisode sera écrit l'année suivante par Jean-Marie Brouyère, Sirius continuant ensuite la série seul.
Quelques semaines plus tard, c'est une nouvelle série, Les Naufragés de l'escalator, qui apparaît dans le no 1860 du 6 décembre 1973, dessinée par Antoinette Colin, une série, atypique pour Spirou, dont le délire des scénarios et des dessins évoque une version moderne d'Alice au pays des merveilles transposée dans le monde de la consommation des années 1970, qui ne connaîtra que 4 récits complets et un épisode plus long avant d'être abandonnée en 1975.
Avec Thierry Martens, Jean-Marie Brouyère met en place un « atelier d'écriture » pour créer dans le magazine des scénarios destinés à promouvoir de jeunes dessinateurs débutants, ainsi que le rapporte Thierry Martens : « Lorsqu'un dessin me plaisait et nous paraissait prometteur, j'imaginais un thème général, puis établissais un synopsis proposant l'essentiel du dialogue. Jean-Marie découpait ensuite cette masse en cases et élaborait le cas échéant des textes de situation ou des bribes complémentaires de dialogues. Dessinateur lui-même, il accentuait les aspects visuels de l'histoire ». Les deux hommes conviennent que le nom de Martens n'apparaîtra pas en raison de ses fonctions au sein du journal. Après avoir cessé ses fonctions de rédacteur en chef, Thierry Martens co-signera officiellement avec Jean-Marie Brouyère le scénario de deux épisodes d'Archie Cash (Le Cagoulard aux yeux rouges sous le pseudonyme Terence et The Popcorn Brothers sous le pseudonyme Teeseling).
Dans le no 1957 du 16 octobre 1975, débute Aymone, une nouvelle série dessinée par Renaud et co-écrite par Thierry Martens, racontant les aventures d'Aymone de Boissieu, une jeune Créole de la fin du XVIe siècle qui possède un bracelet magique lui permettant de se transporter dans l'avenir, qui connaît six épisodes avant d'être abandonnée en 1977.
Jean-Marie Brouyère lance ensuite une série western, Navaho Kid, dessinée par Alain Masson,, dont l'unique épisode, Pari sur une paire d’ailes blanches, paraît à partir du no 1973 du 5 février 1976.
En 1976, dans le cadre des Découvertes Dupuis, Jean-Marie Brouyère et Thierry Martens écrivent le scénario de trois épisodes de Ronny Jackson, une autre aventure de voyage dans le temps, dessinée par Jicé.
Jean-Marie Brouyère participe également à l'aventure rédactionnelle de L'Apache qui Rit, un supplément délirant qui permet aux auteurs débutants de travailler dans un cadre professionnel, en 1976 et en 1977.
Jean-Marie Brouyère et Thierry Martens créent ensuite une bande dessinée historique, dans une ambiance rappelant celle des romans de Charles Dickens,, Les Chevaliers du pavé, dessinée par Jean-François Charles. Le premier épisode, L’Impasse du cœur débute dans le no 2022 du 13 janvier 1977 et le second épisode, mis de côté par Dupuis, est publié à partir du no 2572 du 28 juillet 1987.
Jean-Marie Brouyère crée encore une série de gags sous le titre La Petite Chronique vénusienne dont il confie le dessin au débutant André Geerts.
Il crée ensuite Blue Bird Ballade, un long récit de bikers se déroulant dans l'ouest des États-Unis, terminé anonymement par Thierry Martens, dessiné par Malik, publié à compter du no 2048 du 14 juillet 1977,.
La dernière création de Jean-Marie Brouyère sera pour Bernard Hislaire, qui travaille déjà dans son atelier et avait participé à la réalisation de Bug 30, pour lequel il écrit Coursensac et Baladin au pays des Tahétéhus, une fantaisie médiévale dans laquelle Baladin et son compagnon Coursensac luttent contre une sorcière qui s'attaque à l’arbre qui rend amoureux, dont la publication débute dans le no 2077 du 2 février 1978,.
Après 1978, alors que Thierry Martens a cessé ses fonctions de rédacteur en chef de Spirou, Jean-Marie Brouyère s'éloigne peu à peu de la bande dessinée. Il arrête ses séries, à l'exception d'Archie Cash pour laquelle il continue à fournir des scénarios jusqu'en 1987.
Sous le pseudonyme de Jean Roze, il écrit en 1979 le scénario de l'épisode Tir sans sommation de la série Tommy Banco, dessinée par Eddy Paape, puis publie un dernier album comme auteur complet (scénario et dessin) en 1980, Chambre noire pour Cristaline et écrit anonymement le scénario de l'album Persée dessiné par Xavier Musquera en 1984.

### Abandon de la bande dessinée et peinture
Jean-Marie Brouyère s'éloigne du monde de la bande dessinée à partir 1978 puis l'abandonne définitivement à partir de 1988 pour se consacrer à la peinture,,.
Jean-Marie Brouyère meurt le 10 décembre 2009,, à l'âge de 66 ans.

### Témoignage de Bernard Hislaire
Bernard Hislaire a rendu hommage a celui qui l'avait accueilli dans son atelier : « Jean-Marie était un hippie. Plutôt que de m’apprendre à dessiner, il m’a fait découvrir la musique rock, la Beat-Generation, Alan Ginsberg, l’alcool, la drogue et Jimi Hendrix. Dès qu’il touchait sa paie de quelques planches, il m’emmenait en vadrouille dans ses périples arrosés de gentil doux-dingue, mi-voyou, mi-hippie. Je l'admirais comme un demi-dieu et je reproduisais tous ses tics de langage, je tentais d’imiter ses folies. Moi qui venais d’un milieu bourgeois, j’entrais de plain-pied dans la contre-culture et l’après 68 américain. J’ai vraiment cru que les jeunes allaient changer le monde »,.

### Postérité
Auteur majeur du Journal de Spirou des années 1970, ses différentes séries sont présentes dans l'hebdomadaire de manière quasi-permanente entre 1971 et 1978. Pourtant, à l'exception d'Archie Cash, son seul succès commercial, et de Blue Bird (publié tardivement en 1984), les éditions Dupuis ne publient aucun album de ses séries. Seuls quelques albums, en tirage limité, ont été édités tardivement par d'autres éditeurs et sont aujourd'hui indisponibles.
Alors qu'il a accueilli dans son atelier de nombreux débutants (André Geerts, Frank) et qu'il a permis de débuter à de futurs valeurs sûres de la bande dessinée (Jean-François Charles, Bernard Hislaire, Malik, Renaud, Jean-Claude Servais), Jean-Marie Brouyère est aujourd'hui oublié. Il n'est pas mentionné dans le Dictionnaire mondial de la bande dessinée de Patrick Gaumer et il n'existe aucun ouvrage ni aucune étude à son sujet. Seul le site ActuaBD a brièvement mentionné son décès en 2009 en le qualifiant de « scénariste discret du journal de Spirou ».

## Publications

### Périodiques
| Année | Série         | Titre                                  | n° début              | n° fin | Co-auteur                      | Commentaire         |
| ----- | ------------- | -------------------------------------- | --------------------- | ------ | ------------------------------ | ------------------- |
| 1966  |               | Les Quatre fleurs d’Onomatopax         | no 928                |        |                                | Récit Complet 6 p.  |
| 1967  |               | Le Pied gauche de du Bonpied           | no 993                |        |                                | Récit Complet 2 p.  |
| 1967  |               | Le Plus serviable des automates        | no 1012               |        |                                | Récit Complet 2 p.  |
| 1968  |               | Le Clou de la soirée                   | no 1016               |        |                                | Récit Complet 7 p.  |
| 1968  |               | Tapage diurne                          | no 1019               |        |                                | Récit Complet 7 p.  |
| 1968  |               | Les Belles dents de Lamolaire          | no 1025               |        |                                | Récit Complet 2 p.  |
| 1968  |               | Embouteillage                          | no 1032               |        |                                | Récit Complet 2 p.  |
| 1968  |               | Il n’y a plus de roses pour Marie–Rose | no 1035               |        |                                | Récit Complet 7 p.  |
| 1968  |               | La Première Chance de Vincent Vintan   | no 1048               |        |                                | Récit Complet 3 p.  |
| 1968  |               | Piqué des pics                         | no 1052               |        |                                | Gag                 |
| 1969  | Toutouffu     | La Naissance de Toutouffu              | no 1062               |        |                                | Récit Complet 4 p.  |
| 1969  | Toutouffu     | Toutouffu et Hortense                  | no 1064               |        |                                | Récit Complet 4 p.  |
| 1969  | Toutouffu     | Une mission pour Toutouffu             | no 1082               |        |                                | Récit Complet 4 p.  |
| 1969  | Toutouffu     | Pas de musique pour Bouplunoirkenoir   | no 1084               |        |                                | Récit Complet 5 p.  |
| 1969  |               | Pas un clin d’œil au public !…         | no 1085               |        |                                | Gag                 |
| 1969  | Toutouffu     | L’Annonceur de catastrophes            | no 1091               |        |                                | Récit Complet 5 p.  |
| 1969  | Hippy         |                                        | no 1098               |        |                                | Gag                 |
| 1969  | Toutouffu     | Le Jardin de Parlabassachoof           | no 1101               |        |                                | Récit Complet 5 p.  |
| 1970  | Toutouffu     | La Réhabilitation du djinn Toutouffu   | no 1109               |        |                                | Récit Complet 6 p.  |
| 1970  | Coke et Smoke |                                        | no 1114               |        | Vicq                           | Récit Complet 7 p.  |
| 1969  | Hippy         |                                        | no 1127               |        | Vicq                           | Gag                 |
| 1969  | Hippy         |                                        | no 1129               |        | Vicq                           | Gag                 |
| 1970  | Coke et Smoke | Coke et les cousins Zinzin             | no 1134               |        | Vicq                           | Récit Complet 8 p.  |
| 1970  |               | Petit Minusset deviendra grand         | no 1143               |        | Malik (sous le pseudo William) | Récit Complet 8 p.  |
| 1970  |               | Automatisaperfection                   | no 1144               |        |                                | Récit Complet 2 p.  |
| 1970  | Coke et Smoke | Coke et l’ile aux volcans              | no 1148               |        | Vicq                           | Récit Complet 6 p.  |
| 1970  | Coke et Smoke | Coke et l’île aux volcans              | no 1155               |        | Vicq                           | Récit Complet 8 p.  |
| 1970  |               | L’Effroyable regard                    | Tintin Sélection no 9 |        | Henri Desclez                  | Récit Complet 18 p. |

| Année     | Série                                                   | Titre                                       | n° début                                                         | n° de fin | Co-auteur                   | Commentaire                               |
| --------- | ------------------------------------------------------- | ------------------------------------------- | ---------------------------------------------------------------- | --------- | --------------------------- | ----------------------------------------- |
| 1966      |                                                         | Le Cimetière d’autos                        | no 1481                                                          |           | Maurice Tillieux            | Récit Complet 6 p.                        |
| 1969      |                                                         | Culotalenvers et Philo Zeuf                 | no 1616                                                          |           |                             | Récit Complet 6 p.                        |
| 1970      |                                                         | Drôles d’H.L.M.                             | no 1670                                                          |           | Lagas                       | Gag                                       |
| 1971      | Al Alo                                                  | Un incendiaire à la Cie des eaux            | no 1708                                                          |           |                             | Récit Complet 4 p.                        |
| 1971      | Al Alo                                                  | De 5 à 7                                    | no 1712                                                          |           |                             | Récit Complet 4 p.                        |
| 1971      | Al Alo                                                  | Triste issue pour Al Alo                    | no 1717                                                          |           |                             | Récit Complet 4 p.                        |
| 1971      | Al Alo                                                  | Alerte Al Alo !                             | no 1723                                                          |           |                             | Récit Complet 4 p.                        |
| 1971      | Al Alo                                                  | Un dimanche sans compagnie                  | no 1727                                                          |           |                             | Récit Complet 4 p.                        |
| 1971      | Al Alo                                                  | Éconduit qui ne sait conduire               | no 1730                                                          |           |                             | Récit Complet 5 p.                        |
| 1971      | Capitaine Lahuche                                       | Chapitre II                                 | no 1741                                                          |           | Francis                     | Récit Complet 8 p.                        |
| 1971      | Archie Cash                                             | Le Déserteur de Toro–Toro                   | no 1745                                                          |           | Malik                       | Récit Complet 15 p.                       |
| 1971      | Al Alo                                                  | Des roses pour le P.D.G.                    | no 1757                                                          |           |                             | Récit Complet 5 p.                        |
| 1971      | Archie Cash                                             | Face à Animoso                              | no 1757                                                          |           | Malik                       | Récit Complet 16 p.                       |
| 1972      | Capitaine Lahuche                                       | Chapitre 3                                  | no 1763                                                          |           | Francis                     | Récit Complet 8 p.                        |
| 1972      | Al Alo                                                  | Zone de basse pression pour Al Alo          | no 1765                                                          |           |                             | Récit Complet 4 p.                        |
| 1972      | Archie Cash                                             | Un train d’enfer                            | no 1770                                                          | no 1774   | Malik                       |                                           |
| 1972      | Al Alo                                                  | Les Fantaisies du destin                    | no 1771                                                          |           |                             | Récit Complet 6 p.                        |
| 1972      | Al Alo                                                  | L’Hallali pour Al Alo                       | n° 1780                                                          |           |                             | Récit Complet 6 p.                        |
| 1972      | Les Tuniques bleues                                     | Un chariot dans le sud                      | n° 1782                                                          |           | Salvérius                   | Récit Complet 3 p.                        |
| 1972      |                                                         | Pays à reconnaître                          | n° 1782                                                          |           | Roba                        | Récit Complet 2 p.                        |
| 1972      |                                                         |                                             | n° 1782                                                          |           | Lagas                       | Récit Complet 3 p.                        |
| 1972      | Archie Cash                                             | Animoso à Toto–Toro                         | n° 1784                                                          |           | Malik                       | Récit Complet 14 p. Couverture du n° 1784 |
| 1972      | Archie Cash                                             | Le Maître de l’épouvante                    | n° 1803                                                          |           | Malik                       | Récit Complet 9 p. Couverture du n° 1803  |
| 1972      | Archie Cash                                             | Le Maître de l’épouvante                    | no 1809                                                          |           | Malik                       | Récit Complet 14 p. Couverture du no 1809 |
| 1973      | Archie Cash                                             | Le Maître de l’épouvante                    | no 1817                                                          | no 1818   | Malik                       | Couverture du no 1817                     |
| 1973      | Archie Cash                                             | Le Carnaval des zombies                     | n° 1845                                                          | n° 1851   | Malik                       |                                           |
| 1973      | Bug 30                                                  | Cascade de casse                            | n° 1849                                                          | n° 1855   |                             |                                           |
| 1973      | L'Épervier bleu                                         | Le Puzzle de l’au–delà                      | n° 1854                                                          |           | Sirius                      | Récit Complet 14 p. Couverture du n° 1854 |
| 1973      | L'Épervier bleu                                         | Le Puzzle de l’au–delà                      | n° 1856                                                          |           | Sirius                      | Récit Complet 12 p.                       |
| 1973      | L'Épervier bleu                                         | Le Puzzle de l’au–delà                      | n° 1858                                                          |           | Sirius                      | Récit Complet 11 p.                       |
| 1973      | Archie Cash                                             |                                             | n° 1859                                                          |           | Malik                       | Récit Complet 6 p.                        |
| 1973      | Les Naufragés de l’escalator                            |                                             | n° 1860                                                          |           | Antoinette Collin           | Récit Complet 8 p.                        |
| 1973      | L'Épervier bleu                                         | Le Puzzle de l’au–delà                      | n° 1861                                                          |           | Sirius                      | Récit Complet 8 p.                        |
| 1973      | Les Naufragés de l’escalator                            |                                             | n° 1862                                                          |           | Antoinette Collin           | Récit Complet 8 p.                        |
| 1974      | Les Naufragés de l’escalator                            |                                             | n° 1865                                                          |           | Antoinette Collin           | Récit Complet 8 p. Couverture du n° 1865  |
| 1974      | Les Naufragés de l’escalator                            |                                             | n° 1865                                                          |           | Antoinette Collin           | Récit Complet 8 p.                        |
| 1974      | Les Naufragés de l’escalator                            |                                             | n° 1869                                                          |           | Antoinette Collin           | Récit Complet 10 p. Couverture du n° 1869 |
| 1974      | Les Naufragés de l’escalator                            |                                             | n° 1876                                                          |           | Antoinette Collin           | Récit Complet 10 p.                       |
| 1974      | Les Naufragés de l’escalator                            | L’Étoile du shérif                          | n° 1886                                                          |           | Antoinette Collin           | Récit Complet 11 p.                       |
| 1974      | Archie Cash                                             | Black Mygale                                | n° 1887                                                          |           | Malik                       | Récit Complet 11 p. Couverture du n° 1887 |
| 1974      | Al Alo                                                  | Recyclage imprévu !                         | n° 1894                                                          | n° 1895   |                             |                                           |
| 1974      | Archie Cash                                             | Autour d’un cigarillo                       | n° 1907                                                          |           | Malik                       | Récit Complet 13 p. Couverture du n° 1907 |
| 1974-1975 | L'Épervier bleu                                         | Le Cimetière de l’infini                    | n° 1915                                                          | n° 1922   | Sirius                      | Couverture du n° 1915                     |
| 1975      | Les Naufragés de l’escalator                            | La Planète du Grand Roque                   | n° 1921                                                          | n° 1938   | Antoinette Collin           |                                           |
| 1975      | Archie Cash                                             | Cibles pour Long Thi                        | n° 1951                                                          | n° 1954   | Malik                       | Couverture du n° 1951                     |
| 1975      | Aymone                                                  | Une reine pour 13 pirates                   | n° 1957                                                          | n° 1959   | Renaud                      | Couverture du n° 1957                     |
| 1975-1976 | Aymone                                                  | L’Ultimatum des anéantisseurs               | n° 1967                                                          | n° 1972   | Renaud                      | Couverture du n° 1970                     |
| 1976      | Navaho Kid                                              | Pari sur une paire d’ailes blanches         | n° 1973                                                          | n° 1990   | Alain Masson                |                                           |
| 1976      | Aymone                                                  | Les Exilés du temps                         | n° 1977                                                          | n° 1993   | Renaud                      |                                           |
| 1976      | Archie Cash                                             | Où règnent les rats                         | n° 1978                                                          | n° 1995   | Malik                       | Couverture du n° 1978                     |
| 1976      | Ronny Jackson                                           |                                             | n° 1991                                                          |           | Jicé                        | Supplément Découvertes Dupuis             |
| 1976      | Aymone                                                  | Les Louves du toit du monde                 | n° 2000                                                          | n° 2015   | Renaud                      |                                           |
| 1976      | Archie Cash                                             | Le Démon aux cheveux d’ange                 | n° 2000                                                          | n° 2014   | Malik                       |                                           |
| 1976      | Pousse–caillot                                          |                                             | n° 2004                                                          |           | Cauvin, Hislaire Wasterlain | Récit Complet 4 p.                        |
| 1976      | Pousse–caillot                                          |                                             | n° 2013                                                          |           | Cauvin, Hislaire Wasterlain | Récit Complet 5 p.                        |
| 1977      | Les Chevaliers du pavé                                  | L’Impasse du cœur                           | no 2022                                                          | no 2027   | Jean-François Charles       |                                           |
| 1977      | Ronny Jackson                                           | Le Trésor de Maximilien                     | no 2028                                                          |           | Jicé                        | Supplément Découvertes Dupuis             |
| 1977      | Ronny Jackson                                           | Le Trésor de Maximilien                     | no 2029                                                          |           | Jicé                        | Supplément Découvertes Dupuis             |
| 1977      | Aymone                                                  | L’Otage des neiges                          | no 2031                                                          | no 2046   | Renaud                      |                                           |
| 1977      | Archie Cash                                             | Asphalte                                    | no 2039                                                          | no 2044   | Malik                       | Couverture du no 2039                     |
| 1977      | Aymone                                                  | L’Hiver de la longue traque                 | no 2047                                                          | no 2065   | Renaud                      |                                           |
| 1977      | Blue Bird                                               | Blue Bird Ballade                           | no 2048                                                          | no 2081   | Malik                       | Couverture des nos 2048 et 2060           |
| 1977      | Petite Chronique vénusienne                             |                                             | no 2051, 2056, 2058, 2059 2060, 2062 2063, 2065, 2067 2068, 2070 |           | André Geerts                | Gags                                      |
| 1977      | Les Rugissements de Maître Guy Clair et du roi Brouyère |                                             | no 2051                                                          |           | Guy Clair                   | Rédactionnel                              |
| 1977      | Souvenirs divers, d’enfances diverses                   |                                             | no 2070                                                          |           | Frank, Jourdain             | Gag                                       |
| 1978      | Petite Chronique vénusienne                             |                                             | no 2073, 2076 2084, 2085 2086                                    |           | André Geerts                | Gags                                      |
| 1978      | Coursensac et Baladin                                   | Coursensac et Baladin au pays des Tahétéhus | no 2077                                                          | no 2095   | Bernard Hislaire            |                                           |
| 1978      |                                                         | Fantaisie en neige                          | no 2082                                                          |           | Guy Clair Bernard Hislaire  | Récit Complet 12 p.                       |
| 1978      |                                                         | Tout ce qu’on n’a jamais osé vous montrer   | no 2112                                                          |           | Collectif                   | Supplément de 16 p.                       |
| 1981      | Fans et Marie                                           | Le Don de l’étoile rouge                    | Spirou Album+ Spécial 81-82                                      |           | Guy Clair                   | Récit Complet 44 p.                       |
| 1982      | Archie Cash                                             | Le Cagoulard aux yeux rouges                | no 2313                                                          | no 2334   | Terence, Malik              |                                           |
| 1984      | Archie Cash                                             | The Popcorn Brothers                        | no 2404                                                          | no 2407   | Terence, Malik              | Couverture du no 2405                     |
| 1985      | Archie Cash                                             | Les Petits Bouddhas qui chantent faux       | no 2466                                                          | no 2469   | Malik                       | Couverture du n° no 2466                  |
| 1986      | Archie Cash                                             | Les Rastas et le Bouffon bleu               | no 2506                                                          | n° ?      | Malik                       | Couverture du no 2506                     |
| 1987      | Archie Cash                                             | Chasse-Cœur à Koa-Gulé                      | no 2550                                                          | n° ?      | Malik                       | Couverture du no 2550                     |
| 1987      | Les Chevaliers du pavé                                  |                                             | no 2572                                                          | no 2575   | Jean-François Charles       | épisode réalisé en 1977                   |
| 1987      | Archie Cash                                             | Curare                                      | no 2582                                                          | no 2590   | Malik                       | Couverture du no 2582                     |

### Albums
0/10 pour Théodore, signé J.-M. Brouyère, 3 pages dans l'album Laurel et Hardy no 1, Opera Mundi, novembre 1969
- Archie Cash
- 1. Le Maître de l'épouvante, Dupuis, Marcinelle, janvier 1973
Scénario : Jean-Marie Brouyère - Dessin : Malik
- 2. Le Carnaval des zombies, Dupuis, Marcinelle, janvier 1974
Scénario : Jean-Marie Brouyère - Dessin : Malik
- 3. Le Déserteur de Toro-Toro, Dupuis, Marcinelle, janvier 1975
Scénario : Jean-Marie Brouyère - Dessin : Malik
- 4. Un train d'enfer, Dupuis, Marcinelle, janvier 1976
Scénario : Jean-Marie Brouyère - Dessin : Malik - Couleurs : quadrichromie
- 5. Cibles pour Long Thi, Dupuis, Marcinelle, 3e trimestre 1977
Scénario : Jean-Marie Brouyère - Dessin : Malik - Couleurs : quadrichromie -  (ISBN 2-8001-0539-9)
- 6. Où règnent les rats, Dupuis, Marcinelle, 1er trimestre 1978
Scénario : Jean-Marie Brouyère - Dessin : Malik - Couleurs : quadrichromie -  (ISBN 2-8001-0549-6)
- 7. Le Démon aux cheveux d'ange, Dupuis, Marcinelle, 3e trimestre 1978
Scénario : Jean-Marie Brouyère - Dessin : Malik - Couleurs : quadrichromie -  (ISBN 2-8001-0593-3)
- 8. Asphalte, Dupuis, Marcinelle, 4e trimestre 1982
Scénario : Jean-Marie Brouyère - Dessin : Malik - Couleurs : quadrichromie -  (ISBN 2-8001-0944-0)
- 9. Le Cagoulard aux yeux rouges, Dupuis, Marcinelle, 3e trimestre 1983
Scénario : Terence et Jean-Marie Brouyère - Dessin : Malik - Couleurs : quadrichromie -  (ISBN 2-8001-0982-3)
- 11. The Popcorn Brothers, Dupuis, Marcinelle, 2e trimestre 1985
Scénario : Jean-Marie Brouyère, Teeseling - Dessin : Malik - Couleurs : quadrichromie -  (ISBN 2-8001-1134-8)
- 12. Les Petits Bouddhas qui chantent faux, Dupuis, Marcinelle, avril 1986
Scénario : Jean-Marie Brouyère - Dessin : Malik - Couleurs : quadrichromie -  (ISBN 2-8001-1322-7)
- 13. Les Rastas et le bouffon bleu, Dupuis, Marcinelle, mai 1987
Scénario : Jean-Marie Brouyère - Dessin : Malik - Couleurs : quadrichromie -  (ISBN 2-8001-1472-X)
- 14. Chasse-cœur à Koa-Gule, Dupuis, Marcinelle, octobre 1987
Scénario : Jean-Marie Brouyère - Dessin : Malik - Couleurs : quadrichromie -  (ISBN 2-8001-1535-1)
- 15. Curare, Dupuis, Marcinelle, mars 1988
Scénario : Jean-Marie Brouyère - Dessin : Malik - Couleurs : quadrichromie -  (ISBN 2-8001-1565-3)

- Aymone, dessin de Renaud[1]

1. Les Exilés du temps, édition en noir et blanc, couverture souple, limitée à 1 000 exemplaires, Point Image, 1997

- Ronny Jackson, dessin de Jicé, scénario avec Terence, noir et blanc, Point Image, 1998

- Les Chevaliers du pavé, dessin de Jean-François Charles, scénario avec Terence, noir et blanc, couverture souple, Point Image, 2000

- Coursensac et Baladin, dessin de Bernard Hislaire[1]

1. Coursensac et Baladin au pays des Tahétéhus, noir et blanc, Point Image, 2002

- L'Épervier bleu, dessin de Sirius, Le Coffre à BD[1]

1. Le Puzzle de l'au-delà, 2007  (ISBN 2350070573)
2. Le Cimetière de l'infini, 2007  (ISBN 2350070581)

### Collections publiques
3 œuvres de cet artiste sont conservées au Centre belge de la bande dessinée et font partie du patrimoine mobilier de la région Bruxelles-Capitale.